# 黃士觀 (嘉靖進士)
黃士觀（1524年—？），字國光，福建興化府莆田縣（今莆田市）人，明朝政治人物，嘉靖己酉解元，聯捷庚戌科進士。

## 生平
嘉靖二十八年（1549年）己酉科福建鄉試第一名舉人。嘉靖二十九年（1550年）聯捷庚戌科會試第五十六名，第二甲第七名進士。與從兄黃謙同榜。初授礼部主事，升礼部郎中，累官河南按察司佥事。

## 家族
曾祖黃思立；祖父黃順；父黃珠，曾任知縣。母陳氏。具庆下。兄士明。弟士豫、士志。